# Theodoros von Edessa

Theodoros von Edessa

Theodoros von Edessa, auch genannt Theodoros der Sabait, wurde in Edessa geboren. Mit ungefähr neunzehn Jahren wurde er Mönch im Kloster Mar Saba, südwestlich von Jerusalem. Um das Jahr 836 wurde er Bischof seiner Geburtsstadt, wo er sich bemühte, der orthodoxen Lehre gegenüber der Bedrohung durch den Arianismus, den Nestorianismus und andere abweichende Lehren Geltung zu verschaffen. Die orthodoxe Kirche verehrt ihn als Heiligen. Sein Gedenktag ist der 19. Juli.

## Wirkungsgeschichte
In der Philokalie werden zwei Schriften unter seinem Namen aufgeführt: Hundert Kapitel zum großen Nutzen der Seele und Betrachtung unseres heiligen Vaters Theodoros. Bemerkenswert ist, dass sich sein Denken sehr stark an Evagrios Pontikos anlehnt. Zum Teil übernimmt er manche Stellen des Pontiers sogar wörtlich.